# Jules Rispal
Pour les articles homonymes, voir Rispal.
Ne doit pas être confondu avec Gabriel Rispal, autre sculpteur français.
Jules Louis Rispal, né à Bordeaux le 12 février 1871, mort à Lège le 21 janvier 1910, est un sculpteur français.

## Biographie
Jules Rispal est un élève du sculpteur Jules Thomas, grand prix de Rome, professeur aux Beaux-Arts de Paris.
Il expose pour la première fois au Salon de Paris en 1893. 
En 1897, il concourt pour le prix de Rome avec un bas-relief.
Il obtient une mention honorable en 1899 et une autre à l’exposition universelle de 1900. 
En 1902, il reçoit une médaille d’or au prix national du Salon qui se tient au Grand Palais et une bourse de voyage pour sa Nymphe de Diane, sculpture en marbre qui se trouve dans le jardin de la mairie de Bordeaux.

## Œuvres
- Médaillon en cire de Sainte Cécile (Salon de 1894)[4] ;
- Bacchante, buste en marbre (1899) ;
- Bacchus et l’Amour ivres, groupe en plâtre (Salon de 1900) ;
- Dans les vignes, bas-relief en marbre (Salon de 1901) ;
- La République de l’Équateur, statue décorant la salle des fêtes à l’Exposition universelle de 1900 ;
- Nymphe de Diane, figure en plâtre (Salon de 1901) et en marbre (Salon de 1902)[5] ;
- L’Architecture, statuette en plâtre (Salon de 1902) ;
- Monument aux Morts de la guerre de 1870 (1903), à Bressuire (Deux-Sèvres)[6] ;
- Monument à  Jean Fernand-Lafargue (1906), Jardin public de Bordeaux. Le monument se compose d'un pilier avec le buste de l'écrivain, accompagné par deux statues représentant des personnages de ses romans : le garde-chasse landais et la vendangeuse médocaine[7] ;
- Un grand cadran solaire d'une hauteur de quatre étages, sur un immeuble de style Art nouveau au no 18 de la rue Perrée à Paris (1908)[8] ;
- Fleurs des ruines, statuette en marbre (Salon de 1910).

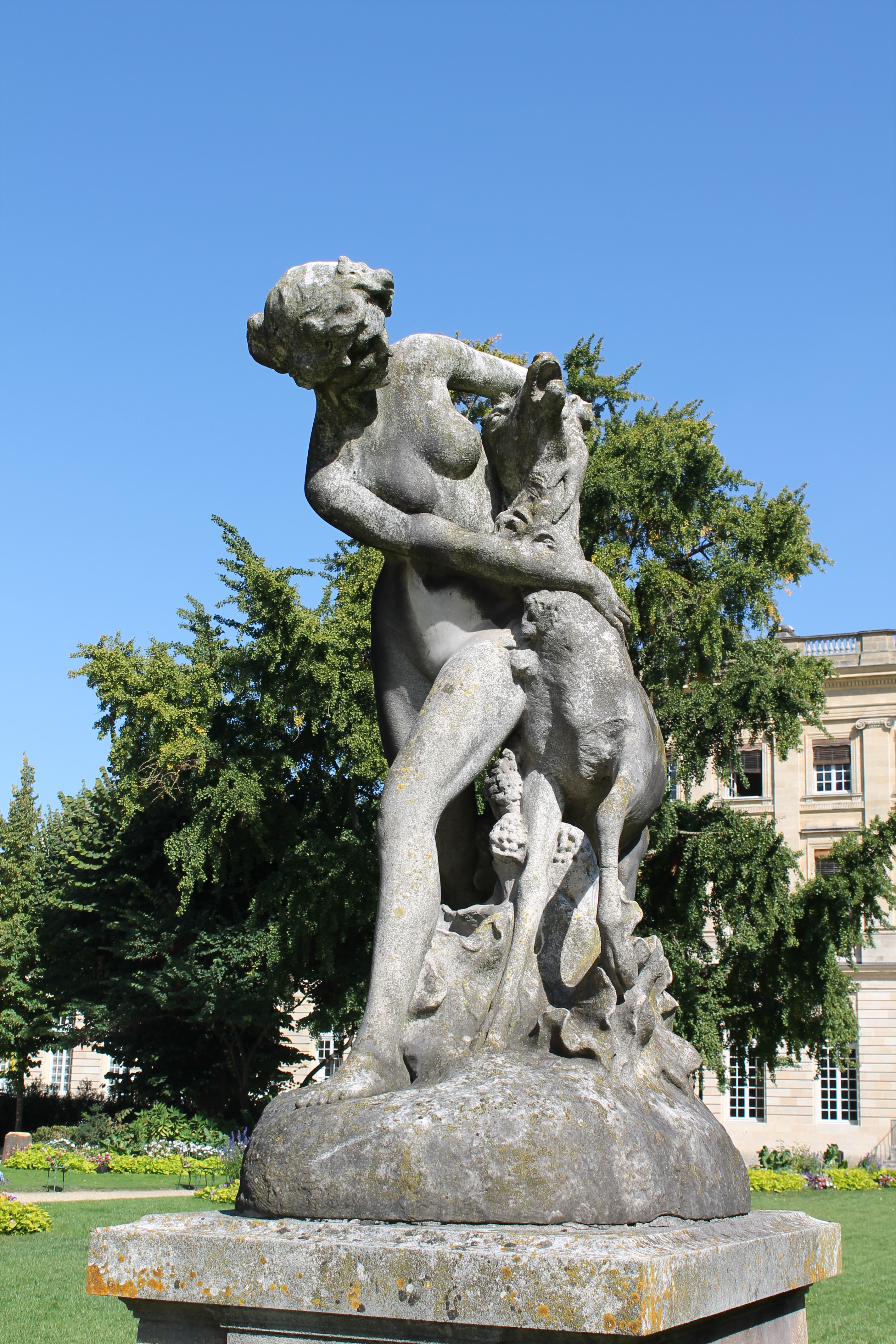
Nymphe de Diane, dans le jardin de la mairie de Bordeaux.
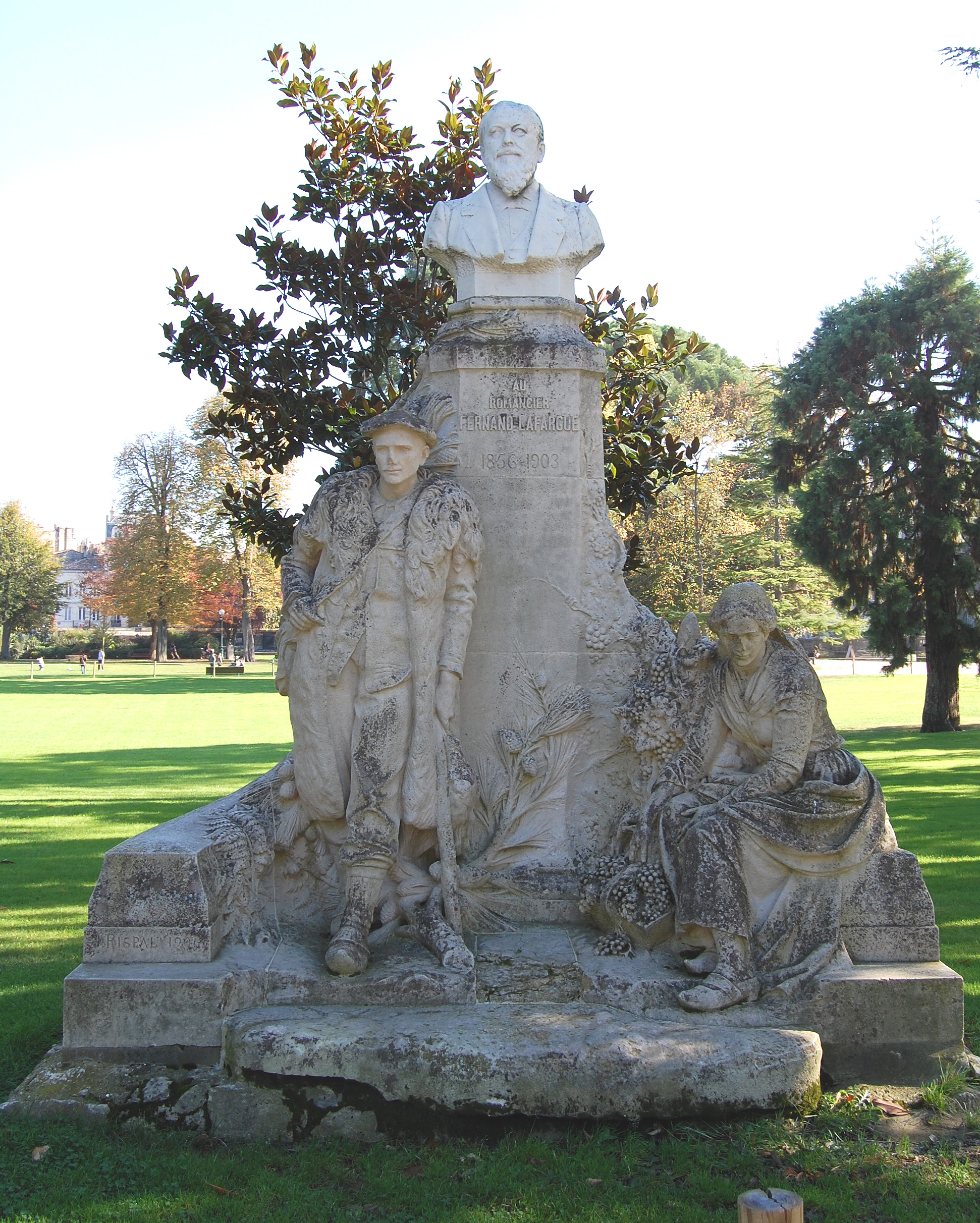
Monument à Jean Fernand-Lafargue, Jardin public de Bordeaux.
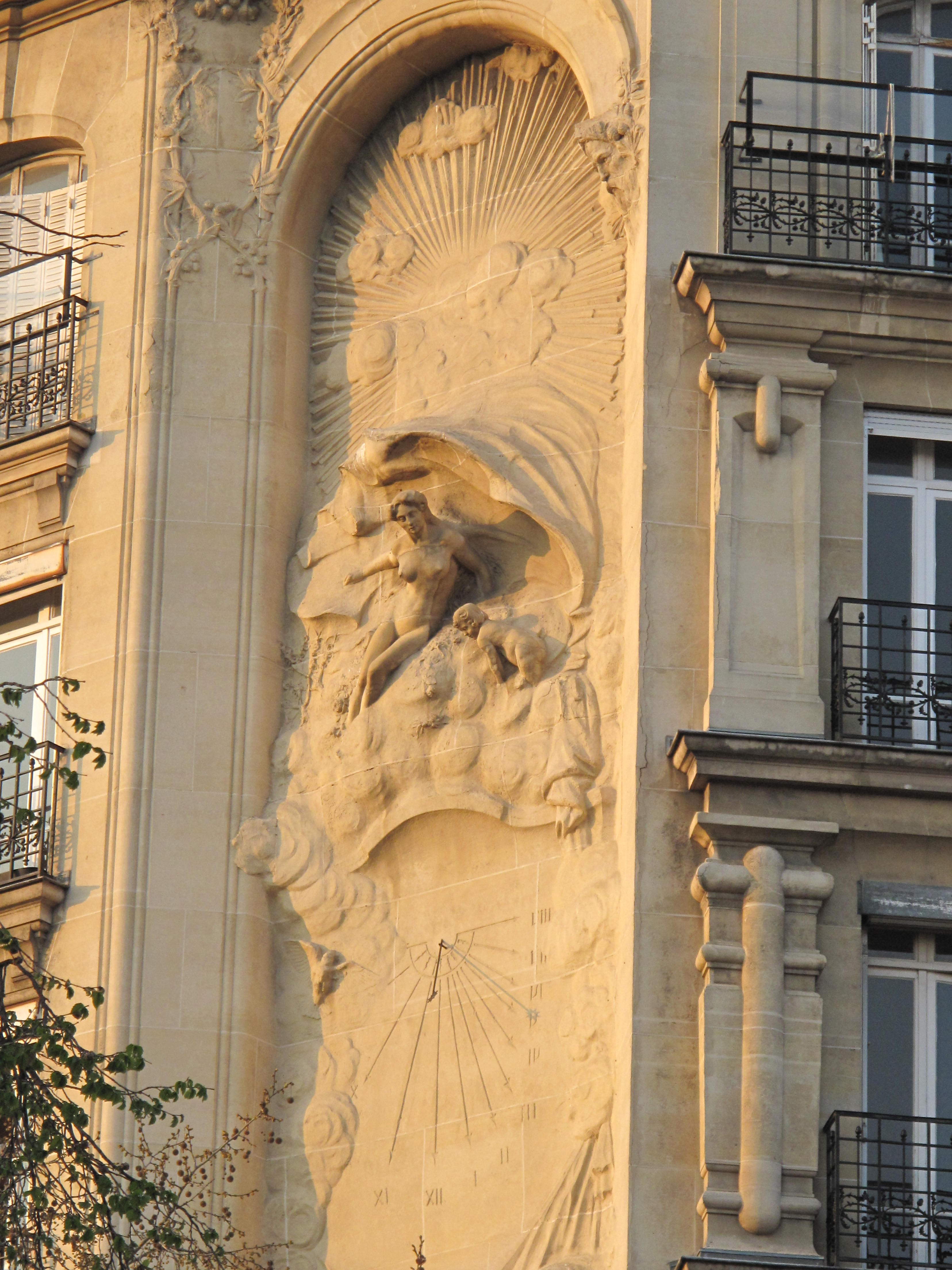
Cadran solaire Art nouveau sur une façade (18 de la rue Perrée à Paris 3e).